# Fernando Vidal Gil
Fernando Vidal Gil (la Vall d'Alba, Plana Alta, 30 de desembre de 1928) és un advocat i polític valencià.
Llicenciat en dret, ha estat militant del PSPV-PSOE i membre del Consell del País Valencià presidit per Josep Lluís Albinyana, en el que ocupà el càrrec de conseller d'interior d'abril de 1978 a juny de 1979. Posteriorment fou president de la Comissió de Transferències. Ha estat escollit diputat per la circumscripció de València a les eleccions a les Corts Valencianes de 1983 i 1987. Ha estat vicepresident de la Comissió de Coordinació, Organització i Règim de les Institucions de La Generalitat i de la Comissió d'Educació i Cultura de les Corts Valencianes (1983-1987).